# Waroux
El castell de Waroux és un castell de Bèlgica situat a Alleur, un poble del municipi d'Ans. Durant l'edat mitjana era la seu d'una senyoria que pertanyia al comtat de Loon. Era le seu d'un dels dos bàndols de la «Guerra dels Awans i Waroux» a principis del segle xiv. El 1525 passà per casament a la casa de Merode, el 1525 am canonge Michel Clerx del capítol de la Catedral de Sant Lambert de Lieja. Des del 1904 és propietat privada de la nissaga dels Everard de Harzir qui després d'una restauració el van ocupar fins al 1986 quan el van vendre a Léon Janssis. El municipi d'Ans el va comprar l'1 de gener del 2005. L'edifici actual no porta gaire traces de la construcció militar de l'edat mitjana. Des del segle xvi a poc a poc es va transformar en residència d'estiueig. La torre de l'homenatge va ser transformada en lloc de sojorn principal. Al segle xix es van crear obertures a la muralla per obrir la vista al parc. Al costat del castell es troba la masia castral, una típica masia quadrilateral d'Haspengouw, també un monument llistat. El nom derivaria del patronimi germànic: warwulf compost de war, protecció, guerra i wulf, llop.
Avui conté despatxos de l'ajuntament i serveix per a exposicions i altres activitats culturals.